# Fissarcturus stebbingnordenstami
Fissarcturus stebbingnordenstami is een pissebed uit de familie Antarcturidae. De wetenschappelijke naam van de soort is voor het eerst geldig gepubliceerd in 1990 door Brandt.